# Чафарінас

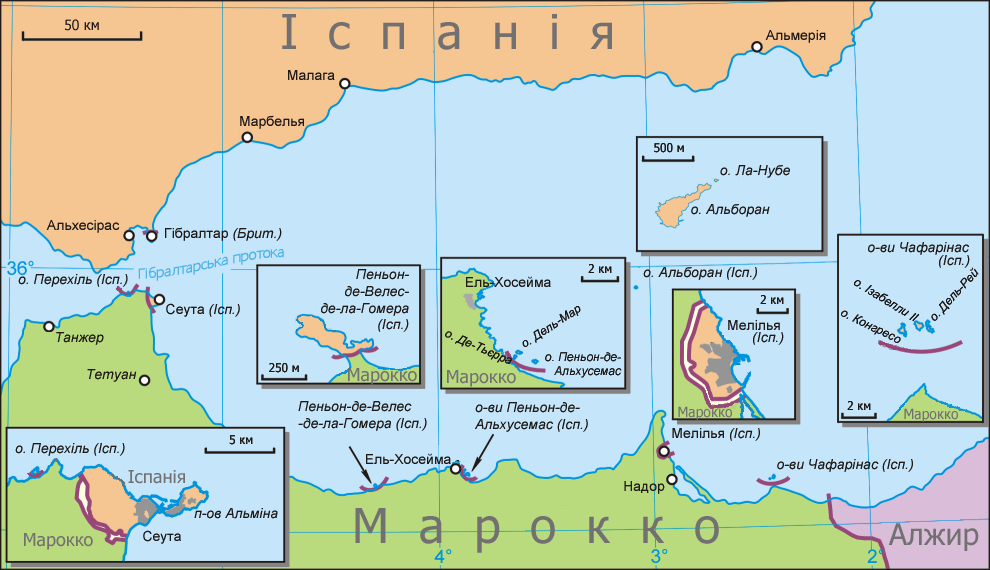
Іспанські володіння у Північній Африці

Острови Чафарінас (ісп. Islas Chafarinas) — група належних до Іспанії невеличких островів, розташована у Середземному морі за 3,5 км від узбережжя Марокко неподалік від кордону Марокко з Алжиром, за 48 км на схід від Мелільї, іспанського ексклава на марокканському березі. Острові і довколишнє море мають статус національного заповідника. На островах розміщений невеликий іспанський гарнізон і маяк.

## Етимологія
Назва Чафарінас походить від «чофар» — «злодій» в перекладі з місцевого діалекту арабської мови. Така назва пов’язана з тим, що в кінці XIX — початку XX сторіч острови були лігвом розбійників. Ці острови згадувались під назвою Tres insulae в латинському творі III сторіччя "Itinerarium Antonini".

## Географія
Група складається з трьох островів (з заходу на схід): Конгресо, Ізабели II і Дель-Рей.
Максимальна висота над рівнем моря: гора Нідо-де-лас-Агілас (ісп. Nido de las Águilas — «Орлине гніздо») на острові Конгресо, 137 м.
Площа: 0,525 км² (52,5 га: о. Конгресо — 25,6 га, о. Ізабели II — 15,3 га, о. Дель-Рей — 11,6 га) .
Острови вулканічного походження. Від материка відокремлені мілководною протокою глибиною 10 – 15 м.

## Клімат
Середнєрічна температура: 19,5ºС, максимальна температура: 41,1 °C, мінімальна: 5,2 °C; відносна вологість у середньому: 76,9 %, опадів на рік: 297,2 мм.

## Флора і фауна
На суходолі: 180 видів рослин (15 ендемічних північно-африканських видів); 12 видів плазунів (1 ендемічний), 90 видів птахів (10 видів гніздяться на островах), 153 види безхребетних: 11 видів слимаків, 12 видів багатоніжок, 74 види павуків, 56 видів жуків.
В морі: 64 види водоростей, 26 видів голкошкірих, 150 видів анелід (кільчастих черв’яків), 60 видів риб.

## Населення
Постійного цивільного населення немає. На острові Ізабели II дислокований невеликий гарнізон іспанської армії, мешкає персонал біологічної станції і є маяк. Острови Конгресо і Дель-Рей незаселені. На острові Конгресо є гарнізонні будівлі, які нині не використовують. Загальна кількість населення 195 осіб (1970).

## Історія
Острови належать до Іспанії з 6 січня 1848, коли на них з двох військових кораблів висадилася експедиція з Малаги під командою генерала Серрано. Вона на декілька годин випередила таку ж французьку експедицію, що намагалася оголосити острови володінням Франції.
| Іспанія | Це незавершена стаття з географії Іспанії. Ви можете допомогти проєкту, виправивши або дописавши її. |

1. ↑  Basic Geographical Gazetteer of Spain — Instituto Geográfico Nacional, 2022.